# Dick Roberts
Richard James Hollis Roberts, detto Dick (Redditch, 30 marzo 1878 – Birmingham, 5 marzo 1931), è stato un calciatore inglese, di ruolo ala.

## Carriera
Inizia la propria carriera calcistica con indosso la maglia del West Bromwich, dove rimane dal 1899 al 1901, anno in cui si trasferisce al Newcastle Utd per una somma di 150 sterline. Con i Magpies colleziona un totale di 54 presenze e un bottino di 18 reti in tre annate. Nell'aprile 1904 viene acquistato a titolo definitivo dal Middlesbrough, che lascia dopo appena un anno accasandosi al Crystal Palace. Nell'estate 1908 si trasferisce al Worcester City, dove, nell'aprile dell'anno seguente, terminò la propria carriera calcistica per via di un infortunio.